# Oxira henrici
Oxira henrici là một loài bướm đêm trong họ Noctuidae.